# Zahínos
Zahínos é um município da Espanha na comarca de Sierra Suroeste, província de Badajoz, comunidade autónoma da Estremadura, de área 45,3 km². Em 2021 tinha 2 780 habitantes (densidade: 61,4 hab./km²).

## Demografia
| Variação demográfica do município entre 1991 e 2004 [carece de fontes?] | Variação demográfica do município entre 1991 e 2004 [carece de fontes?] | Variação demográfica do município entre 1991 e 2004 [carece de fontes?] | Variação demográfica do município entre 1991 e 2004 [carece de fontes?] | Variação demográfica do município entre 1991 e 2004 [carece de fontes?] |
| ----------------------------------------------------------------------- | ----------------------------------------------------------------------- | ----------------------------------------------------------------------- | ----------------------------------------------------------------------- | ----------------------------------------------------------------------- |
| 1991                                                                    | 1996                                                                    | 2001                                                                    | 2004                                                                    | 2018                                                                    |
| 3252                                                                    | 3211                                                                    | 2979                                                                    | 2961                                                                    | 2805                                                                    |

## Economia
Em 2017 era o município de Espanha com mais de mil habitantes com menor taxa de renda bruta declarada, apenas 10 577 euros por ano por habitante. Na zona abunda a economia irregular no sector da agricultura, com grandes bolsas de emprego informal não declarado.